# Гомбо, Жан Ожье де
Жан Ожье де Гомбо (фр. Jean Ogier de Gombauld; 1576—1666) — французский поэт.
Один из членов-основателей Французской академии, принимал деятельное участие в составлении её устава и плана словаря академии; пользовался большим почётом при дворе.